# Saint-Père (Nièvre)
Saint-Père település Franciaországban, Nièvre megyében. Lakosainak száma 1047 fő (2022. január 1.). Saint-Père Pougny, Saint-Martin-sur-Nohain, Cosne-Cours-sur-Loire és Saint-Loup községekkel határos.

## Népesség
A település népessége az elmúlt években az alábbi módon változott:
| Lakosok száma | 1147 | 1120 | 1146 | 1097 | 1078 | 1059 | 1055 | 1046 | 1047 |
|               | 2013 | 2015 | 2016 | 2017 | 2018 | 2019 | 2020 | 2021 | 2022 |